# Liste von Musiklabels/R

## R
| Name Musiklabel                      | Land                                      | Sitz                         | Gründer                                                                                                 | Jahr-Von            | Jahr-Bis          | Labelcode        | Website | Mutterlabel                                                            | Detail |
| ------------------------------------ | ----------------------------------------- | ---------------------------- | --- | ------------------- | ----------------- | ---------------- | ------- | ---------------------------------------------------------------------- | --- |
| R&S Records                          | Belgien                                   |                              | Renaat Vandepapeliere, Sabine Maes                                                                      | 1984 2008           | 2000              |                  |         |                                                                        | |
| R.E.X. Records                       | Vereinigte Staaten                        |                              | Doug Mann                                                                                               | 1987                | Erloschen         |                  |         |                                                                        | |
| R.O.T – RespectOrTolerate            | Deutschland                               |                              | NHOAH, STAAB und Inga Königstadt                                                                        | 1998                |                   |                  |         |                                                                        | |
| Rabid Records                        | Schweden                                  |                              | Honey Is Cool                                                                                           | 1998                |                   |                  |         |                                                                        | |
| Racetrack Records                    | Vereinigte Staaten                        |                              | Vin Diesel                                                                                              |                     |                   |                  |         |                                                                        | |
| Radar Records                        | Vereinigtes Königreich                    |                              | Andrew Lauder, Martin Davis, Tim Read, Jake Riviera (1977–1981) Rob Collins, Graeme Beattie (1995–1998) | 1977 1995           | 1981 1998         |                  |         |                                                                        | |
| Radiant Future Records               | Vereinigtes Königreich                    |                              | | 2000                |                   |                  |         |                                                                        | |
| Radiex Records                       | Vereinigte Staaten                        |                              | | 1921                | 1931              |                  |         | Grey Gull Records                                                      | |
| Radikal Records                      | Vereinigte Staaten                        |                              | Jurgen Korduletsch                                                                                      | 1990                |                   |                  |         |                                                                        | |
| Radioactive Records                  | Vereinigte Staaten                        |                              | Gary Kurfirst                                                                                           | 1990                |                   |                  |         |                                                                        | |
| Radtone Music                        | Japan                                     |                              | |                     |                   |                  |         | Media Factory                                                          | |
| Ragged Flag                          | Vereinigtes Königreich                    |                              | Liam Howlett                                                                                            | 2007                |                   |                  |         |                                                                        | |
| Ragnarock                            | Schweden                                  |                              | Lars Magnus Westrup                                                                                     | 1993                |                   |                  |         |                                                                        | |
| Rainbow Records                      | Vereinigte Staaten                        |                              | Homer Rodeheaver                                                                                        | 1920er Jahre        | Erloschen         |                  |         | Rodeheaver Record Company                                              | |
| Rainy Day Records                    | Vereinigte Staaten                        |                              | |                     |                   |                  |         | Sound City Entertainment Group                                         | |
| Rajon Music Group                    | Australien                                |                              | John Evans                                                                                              | 2000                |                   |                  |         | Sony Music Entertainment Big Records                                   | |
| RAK Records                          | Vereinigtes Königreich                    |                              | Peter Grant, Mickie Most                                                                                | 1969                | 1986              |                  |         | RAK Music Publishing                                                   | |
| Ralph Records                        | Vereinigte Staaten                        |                              | The Residents                                                                                           | 1972                |                   |                  |         |                                                                        | |
| Ram Records                          | Vereinigtes Königreich                    |                              | Andy C, Ant Miles                                                                                       | 1992                |                   | LC 00262         | Website | BMG Rights Management                                                  | |
| Rama Records                         | Vereinigte Staaten                        |                              | George Goldner                                                                                          | 1953                |                   |                  |         |                                                                        | |
| Randale Records                      | Deutschland                               | Schramberg                   | Oliver Moosmann                                                                                         | 2003                |                   |                  |         |                                                                        | |
| RandM Records                        | Vereinigtes Königreich                    |                              | Roy Eldridge und Mike Andrews                                                                           | 1998                |                   |                  |         |                                                                        | |
| Random Disc Records                  | Vereinigtes Königreich                    |                              | | 2005                |                   |                  |         |                                                                        | |
| Range Life Records                   | Vereinigte Staaten                        |                              | Zach Hangauer                                                                                           | 2005                |                   |                  |         |                                                                        | |
| Ranwood Records                      | Vereinigte Staaten                        |                              | Randy Wood, Lawrence Welk                                                                               | 1968                |                   |                  |         |                                                                        | |
| Rap-A-Lot Records                    | Vereinigte Staaten                        |                              | James Smith                                                                                             | 1986                |                   |                  |         |                                                                        | |
| RAS Records                          | Vereinigtes Königreich                    |                              | Doctor Dread                                                                                            | 1979                |                   |                  |         | Sanctuary Records Group                                                | |
| Rasa Music                           | Vereinigte Staaten                        |                              | |                     |                   |                  |         |                                                                        | |
| Raster-Noton                         | Deutschland                               |                              | | 1999                |                   |                  |         |                                                                        | |
| Rattos Locos Records                 | Deutschland                               |                              | Oswald Achampong                                                                                        | 2008                | 2017              |                  |         |                                                                        | |
| Raucous Records                      | Vereinigtes Königreich                    | Fleetwood                    | Howard Raucous                                                                                          | 1987                |                   |                  |         |                                                                        | |
| Rave Culture                         | Niederlande                               | Amsterdam                    | W&W | 2018                |                   |                  | Website |                                                                        | |
| Raven Records                        | Australien                                | East Ivanhoe, Victoria       | Glenn A. Baker, Kevin Mueller und Peter Shillito                                                        | 1979                |                   |                  |         |                                                                        | |
| Ravenous Records                     | Vereinigtes Königreich                    |                              | Jim Steinman und Steven Rinkoff                                                                         | 1998                |                   |                  |         | Ravenous Entertainment                                                 | |
| RaveOn Records                       | Vereinigte Staaten                        |                              | | 2004                |                   |                  |         | Sony-BMG                                                               | |
| Raw Elements                         | Vereinigtes Königreich                    |                              | | 2002                |                   |                  |         |                                                                        | |
| Raw Energy Records                   | Kanada                                    | Toronto                      | Graeme Boyce                                                                                            | 1989                |                   |                  |         |                                                                        | |
| Rawkus Records                       | Vereinigte Staaten                        |                              | Jarret Meyer und Brian Brater                                                                           | 1996                |                   |                  |         |                                                                        | |
| Razor & Tie                          | Vereinigte Staaten                        |                              | Cliff Chenfeld und Craig Balsam                                                                         | 1990                |                   |                  |         |                                                                        | |
| Razorback Records                    | Vereinigte Staaten                        | Henderson (Kentucky)         | Billy Nocera                                                                                            | 1999                |                   |                  |         |                                                                        | |
| Razormaid! Productions               | Vereinigte Staaten                        |                              | Joseph Watt und Art Maharg                                                                              | 1984                |                   |                  |         |                                                                        | |
| Razzia Records                       | Schweden                                  | Stockholm                    | Martina Ledinsky und Daniel Ledinsky                                                                    | 2000                |                   |                  |         |                                                                        | |
| RBW                                  | Südkorea                                  | Seoul                        | Kim Jin-woo und Kim Do-hoon                                                                             | 2010                |                   |                  | Website |                                                                        | |
| RCA Camden                           | Vereinigte Staaten                        |                              | | 1955                | 2004              |                  |         | RCA Victor                                                             | |
| RCA/Jive Label Group                 | Vereinigte Staaten                        | New York City                | | 2009                | 2011              |                  |         | Sony Music Entertainment                                               | |
| RCA Records                          | Vereinigte Staaten                        |                              | |                     |                   |                  |         | Sony Music Entertainment                                               | |
| RCA Red Seal Records                 | Vereinigte Staaten                        |                              | Eldridge R. Johnson                                                                                     | 1902                |                   |                  |         | Sony Music                                                             | |
| RCA Victrola                         | Vereinigte Staaten                        |                              | | 1962                | 2004              |                  |         | Milton Babbitt                                                         | |
| RCA Victor                           | Vereinigte Staaten                        |                              | |                     |                   |                  |         | Sony Music Entertainment                                               | |
| RCI Records                          | Vereinigte Staaten                        | Elmsford                     | Ron Carpentier                                                                                          | 1967                |                   |                  |         |                                                                        | |
| Reach Records                        | Vereinigte Staaten                        | Atlanta                      | Lecrae, Ben Washer                                                                                      | 2004                |                   |                  |         | Sony Music Entertainment                                               | |
| Reach Out International Records      | Vereinigte Staaten                        |                              | Neil Cooper                                                                                             | 1979                |                   |                  |         |                                                                        | |
| React Music Limited                  | Vereinigtes Königreich                    | London                       | James Horrocks and Thomas Foley                                                                         | 1990                |                   |                  |         |                                                                        | |
| Reaction Records                     | Vereinigtes Königreich                    | London                       | Robert Stigwood                                                                                         | 1966                | 1967              |                  |         | Universal Music Group                                                  | |
| Ready Records                        | Kanada                                    | Toronto                      | Angus MacKay und Andy Crosbie                                                                           | 1979                | 1985              |                  |         |                                                                        | |
| Real Talk Entertainment              | Vereinigte Staaten                        | Sacramento                   | Derrick „Sac“ Johnson                                                                                   | 2003                |                   |                  |         | Universal Music Group                                                  | |
| Real World Records                   | Vereinigtes Königreich                    | Box, Wiltshire               | Peter Gabriel                                                                                           | 1989                |                   |                  | Website | Sublabel von Virgin Records                                            | Teil von Universal Music Group |
| Reaper Entertainment                 | Deutschland                               | Abtsgmünd                    | Florian Milz, Gregor Rothermel                                                                          | 2017                |                   | LC 83747         | Website |                                                                        | |
| Rebel Records                        | Vereinigte Staaten                        | Charlottesville              | Dick Freeland, Bill Carroll und Sonny Compton                                                           | 1959                |                   |                  |         |                                                                        | |
| Rebelle Records                      | Dänemark                                  |                              | Björn Afzelius                                                                                          | 1988                |                   |                  |         |                                                                        | |
| Rebelles Européens                   | Frankreich                                |                              | Gael Bodilis                                                                                            | 1987                | 1994              |                  |         |                                                                        | |
| Recess Records                       | Vereinigte Staaten                        |                              | Todd Congelliere                                                                                        | 1989                |                   |                  |         |                                                                        | |
| Recommended Records                  | Vereinigtes Königreich                    |                              | Chris Cutler und Henry Cow                                                                              | 1978                |                   |                  |         |                                                                        | |
| Re-Constriction Records              | Vereinigte Staaten                        |                              | | 1991                |                   |                  |         | Cargo Music                                                            | |
| Record Collection                    | Vereinigte Staaten                        |                              | Mike Piscitelli und Jordan Tappis                                                                       | 2002                |                   |                  |         |                                                                        | |
| Recorded In Hollywood                | Vereinigte Staaten                        |                              | John Dolphin                                                                                            | Ende 1940er Jahre   | Ende 1950er Jahre |                  |         |                                                                        | |
| Recorte Records                      | Vereinigte Staaten                        |                              | Murray Jacobs                                                                                           | 1958                | Erloschen         |                  |         |                                                                        | |
| RecRec Music                         | Schweiz                                   |                              | Daniel Waldner                                                                                          | 1983                | 1997              |                  |         |                                                                        | |
| Red Beet Records                     | Vereinigte Staaten                        | Nashville                    | Eric Brace                                                                                              | 2005                |                   |                  |         |                                                                        | |
| Red Bird Records                     | Vereinigte Staaten                        |                              | Jerry Leiber, Mike Stoller und George Goldner                                                           | 1964                | 1966              |                  |         |                                                                        | |
| Red Bull Records                     | Österreich                                |                              | Dietrich Mateschitz                                                                                     | 2007                |                   |                  |         | Red Bull Media House                                                   | |
| Red Can Records                      | Deutschland                               |                              | Bernd Hofmann                                                                                           | 2001                |                   | LC 09441         |         |                                                                        | |
| Red Decibel Records                  | Vereinigte Staaten                        | Minneapolis                  | Jake Wisely                                                                                             | 1990                | 1996              |                  |         |                                                                        | |
| Red Eye Records                      | Australien                                |                              | | 1985                |                   |                  |         |                                                                        | |
| Red Girl Records                     | Vereinigtes Königreich                    |                              | Melanie C                                                                                               |                     |                   |                  |         |                                                                        | |
| Red Hammer Records                   | Vereinigte Staaten                        | Washington                   | Darren Bowls                                                                                            | 2006                |                   |                  |         |                                                                        | |
| Red House Records                    | Vereinigte Staaten                        | Saint Paul (Minnesota)       | Bob Feldman                                                                                             | 1983                |                   |                  |         |                                                                        | |
| Red Melon Records                    | Vereinigte Staaten                        | San Francisco                | Dan Hruby und Jay Zimmermann                                                                            | 1998                |                   |                  |         |                                                                        | |
| Red Pajamas Records                  | Vereinigte Staaten                        | Nashville                    | Steve Goodman und Al Bunetta                                                                            | 1982                |                   |                  |         | Oh Boy Records                                                         | |
| Red Robin Records                    | Vereinigte Staaten                        |                              | Bobby Robinson                                                                                          | 1951                | Erloschen         |                  |         |                                                                        | |
| Red Records                          | Italien                                   |                              | Sergio Veschi                                                                                           | 1976                |                   |                  |         |                                                                        | |
| Red Rooster Records                  | Vereinigte Staaten                        |                              | NRBQ | 1972                | 1990              |                  |         |                                                                        | |
| Red Seal                             | Vereinigte Staaten                        |                              | |                     |                   |                  |         |                                                                        | |
| Red Star Records                     | Vereinigte Staaten                        |                              | Marty Thau                                                                                              | 1977                |                   |                  |         |                                                                        | |
| Redfield Records                     | Deutschland                               |                              | Kai Rostock, Alexander Schröder                                                                         | 2001                |                   |                  |         |                                                                        | |
| Redline Records                      | Australien                                | Perth                        | Jebediah und Naked Ape Management                                                                       | 2000                |                   |                  |         |                                                                        | |
| RedOne Records                       | Vereinigte Staaten                        |                              | | 2014                |                   |                  |         | Universal Music Group                                                  | |
| Redwinetunes                         | Deutschland                               |                              | Marcus Zilg, Gerald „Gerry“ Huber                                                                       | 2003                |                   | LC 00056         |         |                                                                        | |
| Reel Recordings                      | Kanada                                    |                              | Michael und Miki King                                                                                   | 2007                | 2013              |                  |         |                                                                        | |
| Reel Life Productions                | Vereinigte Staaten                        | Detroit                      | James H. Smith Esham                                                                                    | 1988                |                   |                  |         |                                                                        | |
| Reflections Records                  | Niederlande                               | Arnhem                       | Johan Prenger                                                                                           | 1998                |                   |                  | Website |                                                                        | |
| Reflective Records                   | Vereinigte Staaten                        | San Francisco                | Jonah Sharp                                                                                             | 1993                |                   |                  |         |                                                                        | |
| Reflex/Wolfpack Records              | Belgien                                   |                              | Sebastiaan Putseys und Phil Merckx                                                                      | 2001                | 2006              |                  |         |                                                                        | |
| Refuge Records                       | Vereinigte Staaten                        |                              | Greg Nelson Jack Hafer und Ray Nenow                                                                    | 1980                |                   |                  |         |                                                                        | |
| Refune Music                         | Schweden                                  | Stockholm                    | Sebastian Ingrosso                                                                                      | 2003                |                   |                  |         |                                                                        | |
| Regain Records                       | Schweden                                  |                              | Per Gyllenbäck                                                                                          | 1997                |                   |                  |         |                                                                        | |
| Regal Records (1914)                 | Vereinigtes Königreich                    |                              | | 1914                |                   | Columbia Records |         |                                                                        | 1932 fusionierte Regal zusammen mit Zonophone Records zu Regal Zonophone Records, ebenfalls wieder als Sublabel für Columbia                                                                       |
| Regal Records (1920)                 | Spanien                                   |                              | | Ende 1920er Jahre   |                   |                  |         | Columbia Records                                                       | |
| Regal Records (1921)                 | Vereinigte Staaten                        |                              | | 1921                |                   |                  |         |                                                                        | Kurz nach der Gründung, im August 1922, wurde Regal durch die Scranton Button Company übernommen. Scranton fusionierte 1929 zusammen mit anderem Plattenfirmen zu der American Record Corporation. |
| Regal Records (1949)                 | Vereinigte Staaten                        |                              | David Braun, Jules Braun und Fred Mendelsohn                                                            | 1949                |                   |                  |         |                                                                        | |
| Regal Zonophone Records              | Vereinigtes Königreich                    |                              | | 1932                |                   |                  |         |                                                                        | Wurde durch die Fusion der Labels Regal Records und Zonophone Records gegründet |
| Regency Records                      | Vereinigte Staaten                        |                              | Johnny Carter und Lamar Gravitt                                                                         | 1965                |                   |                  |         |                                                                        | |
| Regent Records (UK)                  | Vereinigtes Königreich                    |                              | Gary Cole                                                                                               | 1987                |                   |                  |         |                                                                        | |
| Regent Records                       | Vereinigte Staaten                        |                              | | 1920er Jahre        |                   |                  |         |                                                                        | Wurde ein Sublabel von Savoy Records für die Bereiche Rhythm and Blues, Rock & Roll und Jazz |
| Regain Records                       | Schweden                                  |                              | Per Gyllenbäck                                                                                          | 1997                |                   |                  |         |                                                                        | |
| Regis Records (Jazzlabel)            | Vereinigte Staaten                        |                              | Irving Berman                                                                                           | 1943                | 1946              |                  |         |                                                                        | |
| Regular Beat Recording Co.           | Vereinigtes Königreich                    | Liverpool                    | |                     |                   |                  |         |                                                                        | |
| Reigning Phoenix Music               | Deutschland                               | Hamburg                      | Gerardo Martinez, Sven Bogner                                                                           | 2023                |                   | LC 101174        | Website |                                                                        | |
| Rejoice Records                      | Vereinigte Staaten                        | Waco                         | Jarrell McCracken, Henry SoRelle und Ted Snider                                                         | 1951                |                   |                  |         | Curb Records                                                           | |
| Rekabet Records                      | Vereinigtes Königreich                    | London                       | | 2006                |                   |                  |         |                                                                        | |
| Rekords Rekords                      | Vereinigte Staaten                        |                              | Joshua Homme                                                                                            | 2001                |                   |                  |         |                                                                        | |
| Relapse Records                      | Vereinigte Staaten                        |                              | Matt Jacobson                                                                                           | 1990                |                   |                  |         |                                                                        | |
| Relative Pitch Records               | Vereinigte Staaten                        | New York City                | Mike Panico und Kevin Reilly                                                                            | 2011                |                   |                  |         |                                                                        | |
| Relativity Records                   | Vereinigte Staaten                        |                              | Barry Kobrin                                                                                            | 1985                |                   |                  |         |                                                                        | |
| ReleaseMonkey                        | Deutschland                               | Unterammergau                | Tobias Höffner und Joe Stöckel                                                                          | 2018                |                   | LC 77745         |         | mammuthmusic                                                           | |
| Releasing Eskimo                     | Schweden                                  |                              | |                     |                   |                  |         |                                                                        | |
| Relentless Records                   | Vereinigtes Königreich                    |                              | Shabs Jobanputra, Paul Franklyn                                                                         | 1999                |                   |                  |         |                                                                        | |
| Remedy Records                       | Deutschland                               |                              | Jörn Rüter                                                                                              | 1989                |                   |                  |         |                                                                        | |
| Remedy Records (UK)                  | Vereinigtes Königreich                    | London                       | |                     |                   |                  |         |                                                                        | |
| Remedy Records (US)                  | Vereinigte Staaten                        | Philadelphia                 | |                     |                   |                  |         |                                                                        | |
| Remington-Morse Records              | Vereinigte Staaten                        |                              | |                     | Erloschen         |                  |         |                                                                        | |
| Remington (Schallplattenfirma)       | Vereinigte Staaten                        |                              | Donald H. Gabor                                                                                         | 1950                | 1957              |                  |         |                                                                        | |
| Remote Control Records               | Australien                                | Melbourne                    | Steve Cross und Harvey Saward                                                                           | 2001                |                   |                  |         |                                                                        | |
| Renaissance Recordings               | Vereinigtes Königreich                    |                              | Geoff Oakes                                                                                             | 1992                |                   |                  |         |                                                                        | |
| Rendezvous Records                   | Vereinigte Staaten                        |                              | Leon René, Rod Pierce, Gordon Wolf                                                                      | 1958                | 1963              |                  |         |                                                                        | |
| Repeat Records                       | Vereinigtes Königreich                    | Cambridge                    | Richard Rose                                                                                            | 1994                |                   |                  |         |                                                                        | |
| Repertoire Records                   | Deutschland                               | Hamburg                      | Thomas Neelsen                                                                                          | 1960er Jahre        | 1970er Jahre      |                  |         |                                                                        | |
| Rephlex Records                      | Vereinigtes Königreich                    |                              | Richard D. James, Grant Wilson-Claridge                                                                 | 1991                |                   |                  |         |                                                                        | |
| Reprise Records                      | Vereinigte Staaten                        |                              | Frank Sinatra                                                                                           | 1960                |                   | LC 00322         |         | Warner Music Group (seit 1963)                                         | |
| Reptiphon                            | Deutschland                               |                              | Marco Vanselow, Heiko Werning                                                                           | 1999                |                   | LC 11449         |         |                                                                        | |
| Republic Records                     | Vereinigte Staaten                        | New York City                | Monte Lipman und Avery Lipman                                                                           | 1995                |                   | LC 25289         | Website | Universal Music Group                                                  | |
| Repulse Records                      | Spanien                                   |                              | Dave Rotten                                                                                             | 1991                |                   |                  |         |                                                                        | |
| Reservoir Music                      | Vereinigte Staaten                        | Kingston                     | Mark Feldman und Kayla Feldman                                                                          | 1987                |                   |                  | Website |                                                                        | |
| Resipiscent                          | Vereinigte Staaten                        | San Francisco                | James Decker und Thomas Day                                                                             | 2005                |                   |                  |         |                                                                        | |
| Resist Music                         | Vereinigtes Königreich                    |                              | |                     |                   |                  |         |                                                                        | |
| Resistance Records                   | Kanada                                    |                              | George Burdi                                                                                            | 1993                |                   |                  |         |                                                                        | |
| Resonance Records                    | Vereinigte Staaten                        |                              | | 2008                |                   |                  |         | Rising Jazz Stars Foundation (RJSF)                                    | |
| Restless Records                     | Vereinigte Staaten                        | El Segundo                   | Joe Regis, William Hein                                                                                 | 1986                |                   |                  |         | Warner Music Group                                                     | |
| Re:think (Record Label)              | Vereinigte Staaten                        |                              | Charlie Peacock                                                                                         | 1997                |                   |                  |         | Universal Music Group                                                  | |
| Retroactive Records                  | Vereinigte Staaten                        | Keokuk                       | Matt Hunt                                                                                               | 2002                |                   |                  |         |                                                                        | |
| Retter des Rock Records              | Deutschland                               | Bochum                       | Tommy Finke                                                                                             | 2004                |                   | LC 18543         | Website |                                                                        | |
| Reunion Records                      | Vereinigte Staaten                        | Franklin (Tennessee)         | Michael Blanton und Dan Harrell                                                                         | 1982                |                   |                  |         | Sony Music Entertainment                                               | |
| Re-Up Records                        | Vereinigte Staaten                        |                              | Re-Up Gang                                                                                              |                     |                   |                  |         |                                                                        | |
| Reveal Records Label                 | Vereinigtes Königreich                    | Derby                        | Tom Rose                                                                                                | 2006                |                   |                  |         |                                                                        | |
| Revealed Recordings                  | Niederlande                               |                              | Hardwell                                                                                                | 2010                |                   |                  |         | Cloud 9 Music                                                          | |
| Revelation Records                   | Vereinigte Staaten                        |                              | Jordan Cooper und Ray Cappo                                                                             | 1987                |                   |                  |         |                                                                        | |
| Revelation Records (Jazzlabel)       | Vereinigte Staaten                        |                              | Jon Horwich und John William „Bill“ Hardy                                                               | Ende 1960er Jahre   | 1970er Jahre      |                  |         |                                                                        | |
| Revenant Records                     | Vereinigte Staaten                        |                              | John Fahey und Dean Blackwood                                                                           | 1996                |                   |                  |         |                                                                        | |
| Reverb Records                       | Vereinigte Staaten                        | Portland                     | Michael Fitzgerald                                                                                      | 1999                |                   |                  |         |                                                                        | |
| Reverberation (Record Label)         | Australien                                | Sydney                       | Russell Hopkinson und Ian Underwood                                                                     | 2003                |                   |                  |         |                                                                        | |
| Reverso Musikproduktionsgesellschaft | Österreich                                |                              | Markus Spiegel                                                                                          | 1995                |                   |                  |         | BMG Ariola Austria GmbH(seit 2002)                                     | |
| Revival Records                      | Vereinigtes Königreich                    |                              | Andrew Cameron Miller und Ian Brown                                                                     | 1971                |                   |                  |         |                                                                        | |
| Rev-Ola Records                      | Vereinigtes Königreich                    | Glasgow                      | Joe Foster                                                                                              | 1990                |                   |                  |         | PoppyDisc                                                              | |
| Revolution Records                   | Vereinigte Staaten                        |                              | Irving Azoff                                                                                            | Ende 1990er Jahre   |                   |                  |         | Warner Music Group                                                     | |
| Rex Records (1912)                   | Vereinigte Staaten                        | Wilmington                   | | 1912                | 1919              |                  |         | Rex Talking Machine Corporation                                        | |
| Rex Records (1933)                   | Vereinigtes Königreich                    |                              | | 1933                | 1937              |                  |         | Crystalate Gramophone Record Manufacturing Company                     | |
| Rex Records (2001) (UK)              | Vereinigtes Königreich                    |                              | | 2001                |                   |                  |         | XL Recordings                                                          | |
| Re:konstruKt                         | Türkei                                    |                              | Umut Çağlar                                                                                             | 2008                |                   |                  |         |                                                                        | |
| RFUGrey                              | Vereinigtes Königreich                    |                              | | 2006                |                   |                  |         |                                                                        | |
| Rhino Entertainment                  | Vereinigte Staaten                        | Burbank                      | Harold Bronson und Richard Foos                                                                         | 1978                |                   |                  |         |                                                                        | |
| Rhino Records                        | Vereinigte Staaten                        |                              | Richard Foos, Harold Bronson                                                                            | 1978                |                   |                  |         | Warner Music Group                                                     | |
| Rhumboogie Café                      | Vereinigte Staaten                        |                              | | 1944                | 1946              |                  |         |                                                                        | |
| Rhymesayers Entertainment            | Vereinigte Staaten                        |                              | Sean Daley (Slug), Anthony Davis (Ant), Musab Saad (Musab), Brent Sayers                                | 1995                |                   |                  |         |                                                                        | |
| Rhythm King Records                  | Vereinigtes Königreich                    | London                       | Martin Heath, Adele Nozedar, Jay Strongman und James Horrocks                                           | Mitte 1980er Jahre  |                   |                  |         |                                                                        | |
| Rhythm Zone                          | Japan                                     | Tokio                        | Max Matsuura                                                                                            | 1999                |                   |                  |         | Avex Group                                                             | |
| Rice Music                           | Japan                                     |                              | |                     |                   |                  |         | Up-Front Works                                                         | |
| Richmond High Fidelity               | Vereinigtes Königreich                    |                              | |                     |                   |                  |         | London Records                                                         | |
| Ridge Runner Records                 | Vereinigte Staaten                        | Fort Worth                   | Slim Richey                                                                                             | 1976                |                   |                  |         | Richey Records                                                         | |
| Righteous Babe Records               | Vereinigte Staaten                        | Buffalo (New York)           | Ani Difranco und Scot Fisher                                                                            | 1990                | 1990              |                  |         |                                                                        | |
| Rikos Records                        | Finnland                                  | Jyväskylä                    | Janne Granberg und Heikki Halme                                                                         | 1999                |                   |                  |         |                                                                        | |
| Riot City Records                    | Vereinigtes Königreich                    | Bristol                      | Simon Edwards, Dave Bateman und Shane Baldwin                                                           | 1980                | 1988              |                  |         | Heartbeat Productions                                                  | |
| Ripete Records                       | Vereinigte Staaten                        | Bishopville (South Carolina) | Marion Carter und Pete Smolen                                                                           | 1979                |                   |                  |         |                                                                        | |
| Ripple Music                         | Vereinigte Staaten                        |                              | Todd Severin und John Rancik                                                                            | 2010                |                   |                  |         |                                                                        | |
| Rise Above Records                   | Vereinigtes Königreich                    |                              | Lee Dorrian                                                                                             | 1989                |                   |                  |         |                                                                        | |
| Rise Records                         | Vereinigte Staaten                        |                              | Craig Ericson                                                                                           | 1991                |                   |                  |         | BMG Rights Management                                                  | |
| Rising Records                       | Vereinigtes Königreich                    |                              | Mark Daghorn                                                                                            | 2003                |                   |                  |         |                                                                        | |
| Rising High Records                  | Vereinigtes Königreich                    | London                       | Caspar Pound                                                                                            | 1991                |                   |                  |         |                                                                        | |
| Rising Tide Records                  | Vereinigte Staaten                        |                              | Doug Morris und Daniel Glass                                                                            | 1995                | Erloschen         |                  |         |                                                                        | |
| Rite Record Productions              | Vereinigte Staaten                        |                              | Carl Burckhardt                                                                                         | 1950                | 1985              |                  |         |                                                                        | Rite Record Productions wurde 1950 von dem Unternehmer Carl Burckhardt als Gateway Records, Inc. gegründet und später in Rite Record Production, Inc. umbenannt                                    |
| Riva Records                         | Vereinigtes Königreich                    |                              | Billy Gaff                                                                                              | 1975                | 1987              |                  |         |                                                                        | |
| Riverside Records                    | Vereinigte Staaten                        |                              | Orrin Keepnews und Bill Grauer                                                                          | 1953                |                   |                  |         |                                                                        | |
| River Jones Music                    | Vereinigte Staaten                        | Los Angeles                  | River Jones                                                                                             | 2007                |                   |                  |         |                                                                        | |
| RKO/Unique Records                   | Vereinigte Staaten                        |                              | |                     |                   |                  |         |                                                                        | |
| RM Musik                             | Deutschland                               |                              | |                     |                   | LC 07994         |         |                                                                        | |
| RMM Records & Video                  | Vereinigte Staaten                        | New York City                | Ralph Mercado                                                                                           | 1987                | 2001              |                  |         | Universal Music Group                                                  | |
| Roadrunner Records                   | Vereinigte Staaten                        |                              | Cees Wessels                                                                                            | 1979                |                   |                  |         | Warner Music Group                                                     | |
| ROAR! Rock of Angels Records         | Griechenland                              |                              | Lambros Kokkinos                                                                                        | 2012                |                   |                  |         |                                                                        | |
| Robbins Entertainment                | Vereinigte Staaten                        | New York City                | Cory Robbins                                                                                            | 1996                |                   |                  |         |                                                                        | |
| Robot Needs Home                     | Vereinigtes Königreich                    |                              | Maybeshewill                                                                                            | 2006                |                   |                  |         |                                                                        | |
| Robotic Empire                       | Vereinigte Staaten                        | Richmond                     | Mike Taylor und Andy Low                                                                                | 1999                |                   |                  |         |                                                                        | |
| Rob’s House Records                  | Vereinigte Staaten                        | Atlanta                      | Trey Lindsay                                                                                            | 2005                |                   |                  |         |                                                                        | |
| Rob’s Records                        | Vereinigtes Königreich                    | Manchester                   | Rob Gretton                                                                                             | 1989                | 1999              |                  |         |                                                                        | |
| Roc-A-Fella Records                  | Vereinigte Staaten                        |                              | Damon Dash, Kareem Burke und Jay-Z                                                                      | 1995                |                   |                  |         |                                                                        | |
| Roc-La-Familia                       | Vereinigte Staaten                        | New York City                | Jay-Z                                                                                                   | 2005                |                   |                  |         | The Island Def Jam Music Group                                         | |
| Roc Nation                           | Vereinigte Staaten                        |                              | Jay-Z                                                                                                   | 2008                |                   |                  |         | Live Nation                                                            | |
| Rock Action Records                  | Vereinigtes Königreich                    | Glasgow                      | Mogwai                                                                                                  |                     |                   |                  |         |                                                                        | |
| Rock Bottom Entertainment            | Vereinigte Staaten                        | Detroit                      | Rafael „Rock“ Howard                                                                                    | 1997                |                   |                  |         |                                                                        | |
| Rock Brigade Records                 | Brasilien                                 |                              | | 1985                |                   | Website          |         |                                                                        | |
| Rock Candy Records                   | Vereinigtes Königreich                    |                              | Derek Oliver                                                                                            |                     |                   |                  |         |                                                                        | |
| Rock N Growl Records                 | Deutschland                               |                              | Axel Wiesenauer                                                                                         | 2009                |                   |                  |         |                                                                        | |
| Rock Records                         | Taiwan                                    | Taipeh                       | Sam Duan und Johnny Duan                                                                                | 1980                |                   |                  |         |                                                                        | |
| Rock Ridge Music                     | Vereinigte Staaten                        | Nashville                    | Tom Derr, Chris Henderson und Jason Spiewak                                                             | 2004                |                   |                  |         |                                                                        | |
| Rock-O-Rama                          | Deutschland                               |                              | Herbert Egoldt                                                                                          | 1977                |                   |                  |         |                                                                        | |
| Rocket Girl                          | Vereinigtes Königreich                    | London                       | Vinita Joshi                                                                                            |                     |                   |                  |         |                                                                        | |
| Rocketown Records                    | Vereinigte Staaten                        |                              | Michael W. Smith                                                                                        | 1996                |                   |                  |         |                                                                        | |
| Rocket Records                       | Vereinigtes Königreich                    |                              | Elton John, Bernie Taupin, Gus Dudgeon, Steve Brown und andere                                          | 1973                | 2007              |                  |         | Universal Music Group                                                  | |
| Rocking Records                      | Deutschland                               |                              | | 2011                |                   |                  |         |                                                                        | |
| Rockland Records                     | Vereinigte Staaten                        | Chicago                      | R. Kelly                                                                                                | 1998                |                   |                  |         | Interscope Records                                                     | |
| Rockstar Records                     | Deutschland                               |                              | | 1998                |                   |                  |         |                                                                        | |
| Rockwerk Records                     | Deutschland                               | Lüneburg                     | DRMV |                     |                   | LC 08248         |         |                                                                        | |
| Rodven Records                       | Venezuela                                 |                              | |                     | 1999              |                  |         |                                                                        | |
| RogueArt                             | Frankreich                                |                              | Michel Dorbon                                                                                           | Anfang 2000er Jahre |                   |                  |         |                                                                        | |
| ROIR                                 | Vereinigte Staaten                        |                              | Neil Cooper                                                                                             | 1979                |                   |                  |         |                                                                        | |
| Rollin’ Rock                         | Vereinigte Staaten                        |                              | Ronny Weiser                                                                                            | 1970                |                   |                  |         |                                                                        | |
| Rolling Stones Records               | Vereinigtes Königreich                    |                              | Mick Jagger, Keith Richards, Mick Taylor, Charlie Watts und Bill Wyman                                  | 1970                | 1972              |                  |         |                                                                        | |
| Romeo Records                        | Vereinigte Staaten                        |                              | | 1926                |                   |                  |         | Cameo Records                                                          | |
| Romophone                            | Vereinigtes Königreich                    |                              | Louise Barder und Virginia Barder                                                                       | 1993                |                   |                  |         |                                                                        | |
| Ron Johnson Records                  | Vereinigtes Königreich                    | Long Eaton                   | Dave Parsons                                                                                            | 1983                | 1988              |                  |         |                                                                        | |
| Rondeau Production                   | Deutschland                               |                              | Herbert Lange, Karl-Friedrich Beringer                                                                  | 1977                |                   | LC 06690         |         |                                                                        | |
| rooArt                               | Australien                                |                              | Chris Murphy                                                                                            | 1988                |                   |                  |         | BMG                                                                    | |
| Roof Music                           | Deutschland                               |                              | Bernd Kowalzik mit Freunden                                                                             | 1978                |                   |                  |         |                                                                        | |
| Rookie Records                       | Deutschland                               |                              | Jürgen Schattner                                                                                        | 1996                |                   |                  |         |                                                                        | |
| Rookies & Kings                      | Deutschland Italien                       |                              | Andy Müller, Philipp Burger, Stefan Harder                                                              | 2009                |                   |                  |         |                                                                        | |
| Roost Records                        | Vereinigte Staaten                        |                              | | 1949                |                   |                  |         |                                                                        | |
| Rooster Blues                        | Vereinigte Staaten                        | Memphis                      | Jim O’Neal                                                                                              | 1980                |                   |                  |         | Bottled MaJic Music                                                    | |
| Rootdown Records                     | Deutschland                               |                              | Thilo 'Teka' Jacks                                                                                      | 2000                |                   |                  |         |                                                                        | |
| Ropeadope Records                    | Vereinigte Staaten                        | Philadelphia                 | Andy Hurwitz                                                                                            | 1999                |                   |                  | Website |                                                                        | |
| Rosenau Records                      | Deutschland                               | Nürnberg                     | Rainer Pirzkall                                                                                         | 2016                |                   |                  | Website |                                                                        | |
| Rosetta Records                      | Vereinigte Staaten                        |                              | Rosetta Reitz                                                                                           |                     |                   |                  | Website |                                                                        | |
| Rostrum Records                      | Vereinigte Staaten                        | Los Angeles                  | Benjy Grinberg                                                                                          | 2003                |                   |                  |         | Universal Music Group Distribution                                     | |
| Rotana Records                       | Saudi-Arabien                             | Riad                         | Prince Al-Waleed bin Talal                                                                              | 1987                |                   |                  |         |                                                                        | |
| Roton Music                          | Rumänien                                  | Bukarest                     | | 1994                |                   |                  | Website |                                                                        | |
| Rotorelief                           | Frankreich                                |                              | | 2005                |                   |                  |         |                                                                        | |
| Rotten Roll Rex                      | Deutschland                               | Klosterkumbd                 | Marco Kunz                                                                                              | 2006                |                   |                  | Website |                                                                        | |
| Rotterdam Records                    | Niederlande                               |                              | Paul Elstak                                                                                             | 1992                |                   |                  |         |                                                                        | |
| Rotters Golf Club                    | Vereinigtes Königreich                    | London                       | Andrew Weatherall                                                                                       | 2001                |                   |                  |         |                                                                        | |
| Rough Trade Records                  | Vereinigtes Königreich                    |                              | Geoff Travis                                                                                            | 1978                |                   |                  |         |                                                                        | |
| Roulé                                | Frankreich                                |                              | Thomas Bangalter                                                                                        | 1995                |                   |                  |         |                                                                        | |
| Roulette Records                     | Vereinigte Staaten                        |                              | George Goldner, Morris Levy, Joe Kolsky und Phil Kahl                                                   | 1956                |                   |                  |         |                                                                        | |
| Rounder Records                      | Vereinigte Staaten                        |                              | Ken Irwin, Bill Nowlin, und Marian Leighton-Levy                                                        | 1970                |                   |                  |         |                                                                        | |
| Route 66 Records                     | Schweden                                  |                              | Jonas Bernholm                                                                                          | 1977                |                   |                  |         |                                                                        | |
| Rowdy Records                        | Vereinigte Staaten                        | New York City                | Dallas Austin und Antonio „L.A.“ Reid                                                                   | 1992                |                   |                  |         |                                                                        | |
| Roxy Recordings                      | Schweden                                  |                              | Leif Käck                                                                                               | 2007                |                   |                  |         | Universal Music Group (2011–2012) Egmont Group (2007–2011, 2013–heute) | |
| Royal Bunker                         | Deutschland                               |                              | | 1997                |                   |                  |         |                                                                        | |
| Royal Empire Records                 | Vereinigte Staaten                        | San Diego                    | Edward Galloway, Mario Lyons und Brad Johnson                                                           | 2001                |                   |                  |         | Royal Empire                                                           | |
| Royalty Records                      | Kanada                                    | Edmonton                     | R. Harlan Smith                                                                                         | 1974                |                   |                  |         |                                                                        | |
| RPM Records (United Kingdom)         | Vereinigtes Königreich                    |                              | Iain McNay und Richard Jones                                                                            |                     |                   |                  |         |                                                                        | |
| RPM Records (United States)          | Vereinigte Staaten                        | Los Angeles                  | | Anfang 1950er Jahre |                   |                  |         | Modern Records                                                         | |
| RRRecords                            | Vereinigte Staaten                        | Lowell                       | |                     |                   |                  |         |                                                                        | |
| RS Music                             | Thailand                                  |                              | |                     |                   |                  |         |                                                                        | |
| RSO Records                          | Vereinigtes Königreich Vereinigte Staaten | London und New York City     | Robert Stigwood                                                                                         | 1973                | 1983              | LC 02970         |         | Robert Stigwood Organisation                                           | |
| RST Records                          | Österreich                                | Wien                         | Rudi Staeger                                                                                            | 1981                |                   |                  |         |                                                                        | |
| Rubber Jungle Records                | Vereinigte Staaten                        | Burlington                   | Trey Anastasio                                                                                          | 2006                |                   |                  |         |                                                                        | |
| Rubric Records                       | Vereinigte Staaten                        | New York City                | David Gwiazdowski und Kenny Sehgal                                                                      | 1999                |                   |                  |         |                                                                        | |
| Ruby Records                         | Vereinigte Staaten                        |                              | Chris D.                                                                                                | 1981                |                   |                  |         | Slash Records                                                          | |
| Rude Boy Records                     | Deutschland                               |                              | Andric Stanelle                                                                                         | 1992                |                   | LC 3540          |         |                                                                        | |
| Rude Records (deutsches Label)       | Deutschland                               |                              | |                     |                   |                  |         | Remedy Records                                                         | |
| Rude Records (italienisches Label)   | Italien                                   | Mailand                      | Ilich Rausa                                                                                             | 1999                |                   |                  |         |                                                                        | |
| Rüssl Räckords                       | Deutschland                               |                              | Otto Waalkes                                                                                            | 1972                |                   |                  |         |                                                                        | |
| Ruf Records                          | Deutschland                               |                              | Thomas Ruf                                                                                              | 1994                |                   | LC 01956         |         |                                                                        | |
| Ruff Ryders Entertainment            | Vereinigte Staaten                        |                              | Chivon Dean, Waah Dean und Dee Dean                                                                     | 1988                | 2010              |                  |         |                                                                        | |
| Ruffhouse Records                    | Vereinigte Staaten                        | Philadelphia                 | Chris Schwartz und Joe Nicolo                                                                           | 1989                |                   |                  |         |                                                                        | |
| Ruffiction                           | Deutschland                               |                              | Crystal F                                                                                               | 2006                |                   |                  |         |                                                                        | |
| RuffNation Records                   | Vereinigte Staaten                        | Philadelphia                 | Chris Schwartz, Kevon Glickman und Rich Murray                                                          | 1999                |                   |                  |         |                                                                        | |
| Rummelplatzmusik                     | Deutschland                               |                              | Sandro De Lorenzo, Sarah Danzeisen und Ralf Steinert                                                    | 2012                |                   |                  |         |                                                                        | |
| Run For Cover Records                | Vereinigte Staaten                        |                              | Jeff Casazza                                                                                            | 2004                |                   |                  |         |                                                                        | |
| Rune Grammofon                       | Norwegen                                  |                              | Rune Kristoffersen                                                                                      | 1998                |                   |                  |         |                                                                        | |
| Rural Rhythm Records                 | Vereinigte Staaten                        | Nashville                    | Jim O’Neal                                                                                              | 1955                |                   |                  |         |                                                                        | |
| Rushmore Records                     | Vereinigte Staaten                        |                              | | 2004                |                   |                  |         |                                                                        | |
| Russell Simmons Music Group          | Vereinigte Staaten                        |                              | Russell Simmons                                                                                         |                     |                   |                  |         |                                                                        | |
| Rust Nashville                       | Vereinigte Staaten                        | Nashville                    | Ken Cooper                                                                                              | 1998                |                   |                  |         |                                                                        | |
| Ruthless Records                     | Vereinigte Staaten                        |                              | Eazy-E und Jerry Heller                                                                                 | 1987                |                   |                  |         |                                                                        | |
| Ruthless Records (Chicago)           | Vereinigte Staaten                        | Chicago                      | John Kezdy und Jon Babbin                                                                               | 1981                | 1990              |                  |         |                                                                        | |
| Rykodisc                             | Vereinigte Staaten                        |                              | Arthur Mann, Rob Simonds, Doug Lexa und Don Rose                                                        | 1983/1984           |                   |                  |         | Warner Music Group                                                     | |